# Tamuín
Tamuín là một đô thị thuộc bang San Luis Potosí, México. Năm 2005, dân số của đô thị này là 35446 người.